# Cuscuta chittagongensis
Cuscuta chittagongensis ist eine Pflanzenart der Gattung Seide (Cuscuta) in der Familie Windengewächse (Convolvulaceae). Sie ist ein Vollparasit und einer der wenigen Endemiten des östlichen Bangladesch.

## Beschreibung

### Vegetative Merkmale
Cuscuta chittagongensis wächst als einjährige krautige Pflanze. Der Stängel ist hellgelb und mit einem Durchmesser von 0,5 bis 1,0 Millimetern fadenförmig.

### Generative Merkmale
Die Blüten sind in einem lockeren traubigen Blütenstand angeordnet. Der Blütenstiel ist 1,0 bis 1,75 Millimeter lang. Die Tragblätter sind bei einer Länge von ein bis 1,5 Millimetern eiförmig bis dreieckig mit stumpfem bis rundspitzigem oberen Ende.
Die zwittrigen Blüten sind radiärsymmetrisch und 6 bis 7,5 Millimeter lang. Der Blütenkelch ist rüben- bis glockenförmig und kürzer als die Blütenkrone, die er locker umschließt. Die Kronlappen sind 2,0 bis 2,5 Millimeter lang sowie 1,4 bis 2,0 Millimeter breit. Die voll erblühten Kronen sind annähernd glockenförmig. Die Staubblätter sind fast so lang wie die Kronlappen mit 1,5 bis 2,0 Millimeter langen Staubfäden und 0,75 bis 2,0 Millimeter langen eiförmigen und bisweilen gebogenen Staubbeuteln. Der Fruchtknoten ist bei einer Länge von 1,5 bis 2,0 Millimetern ei- oder birnenförmig. Die zwei Griffeln sind etwa 1 Millimeter lang.
Die Früchte sind unbekannt.
Cuscuta chittagongensis kann von allen anderen Seiden durch die einander überlappenden stumpfen Kelchblätter und spitzen Kronblätter und die ei- oder birnenförmigen Fruchtknoten unterschieden werden.

## Ökologie
Cuscuta chittagongensis ist wie alle Seiden ein Vollparasit, dessen Morphologie an diese Lebensweise angepasst ist. Der Typwirt ist die Chinesische Jujube (Ziziphus jujuba Mill.).

## Vorkommen
Der Typenfundort ist ein Forsthaus bei Myanimukh (22° 58′ 59,9″ N, 92° 12′ 0″ O) in der Upazila Langadu im Distrikt Rangamati, Division Chittagong. Er liegt in den Chittagong Hill Tracts im Südosten von Bangladesch, am nordwestlichen Ende des Karnaphuli-Stausees, auf eine Höhenlage von etwa 45 Metern. Im Zuge der Errichtung des Stausees wurden am Typenfundort Rodungsarbeiten durchgeführt. 1981 konnte Cuscuta chittagongensis dort nicht wiedergefunden werden, von ihrem Wirtsbaum war nur noch der Stumpf vorhanden.
Weitere Fundorte liegen in den Distrikten Bandarban (1983) und im Distrikt Sylhet der Division Sylhet im Nordosten des Landes (1979). Fundmeldungen aus dem Distrikt Chittagong erscheinen zweifelhaft. Cuscuta chittagongensis ist einer der wenigen Endemiten Bangladeschs.

## Systematik
Die Erstbeschreibung von Cuscuta chittagongensis erfolgte 1983 durch die Botaniker Sen Gupta, Mohammad Salar Khan und A. M. Huq. Der Holotyp ist ein im Dezember 1956 von Khan in den Chittagong Hill Tracts gesammeltes Exemplar. Er befindet sich in der Sammlung des Bangladesch National Herbarium in Dhaka. Ein Isotypus wird in der Sammlung des Acharya Jagadish Chandra Bose Indian Botanic Garden, dem früheren National Botanical Garden of India in Haora bei Kolkata aufbewahrt. Das Artepitheton chittagongensis nimmt Bezug auf den Typenfundort, die Chittagong Hill Tracts.
Die Gattung wurde in mehrere Sektionen unterteilt, Cuscuta chittagongensis kann jedoch bislang keiner dieser Sektionen zugeordnet werden. Cuscuta ist die einzige Gattung der Tribus Cuscuteae. Traditionell wurde die Tribus in die eigene Familie Seidengewächse (Cuscutaceae) gestellt. Heute wird sie auf der Grundlage phylogenetischer und molekulargenetischer Untersuchungen in der Familie Windengewächse (Convolvulaceae) geführt.
Ein Autor bezeichnet Cuscuta chittagongensis als eine teratologische Form von Cuscuta reflexa, ohne dass diese Art formal synonymisiert wurde.